# Henri Maquet
Ne doit pas être confondu avec Henri Maquet (jésuite).
Pour les articles homonymes, voir Maquet (homonymie).
Henri Maquet, né le 30 août 1839 à Avennes, près de Braives, et mort le 27 novembre 1909 à Bruxelles, est un architecte belge. Il était un de ces architectes éclectiques qui œuvrèrent pour la plus grande gloire de Léopold II.

## Biographie
Après avoir eu une formation à Liège, puis à l'Académie de Bruxelles et enfin dans l'atelier de Henri Beyaert, il entreprit une carrière officielle tant dans la Commission des Monuments et des Sites qu'au service du roi.
Il est élu membre de la classe des beaux-arts de l'Académie royale des sciences, des lettres et des beaux-arts de Belgique en janvier 1896.

## Œuvres
On lui doit :

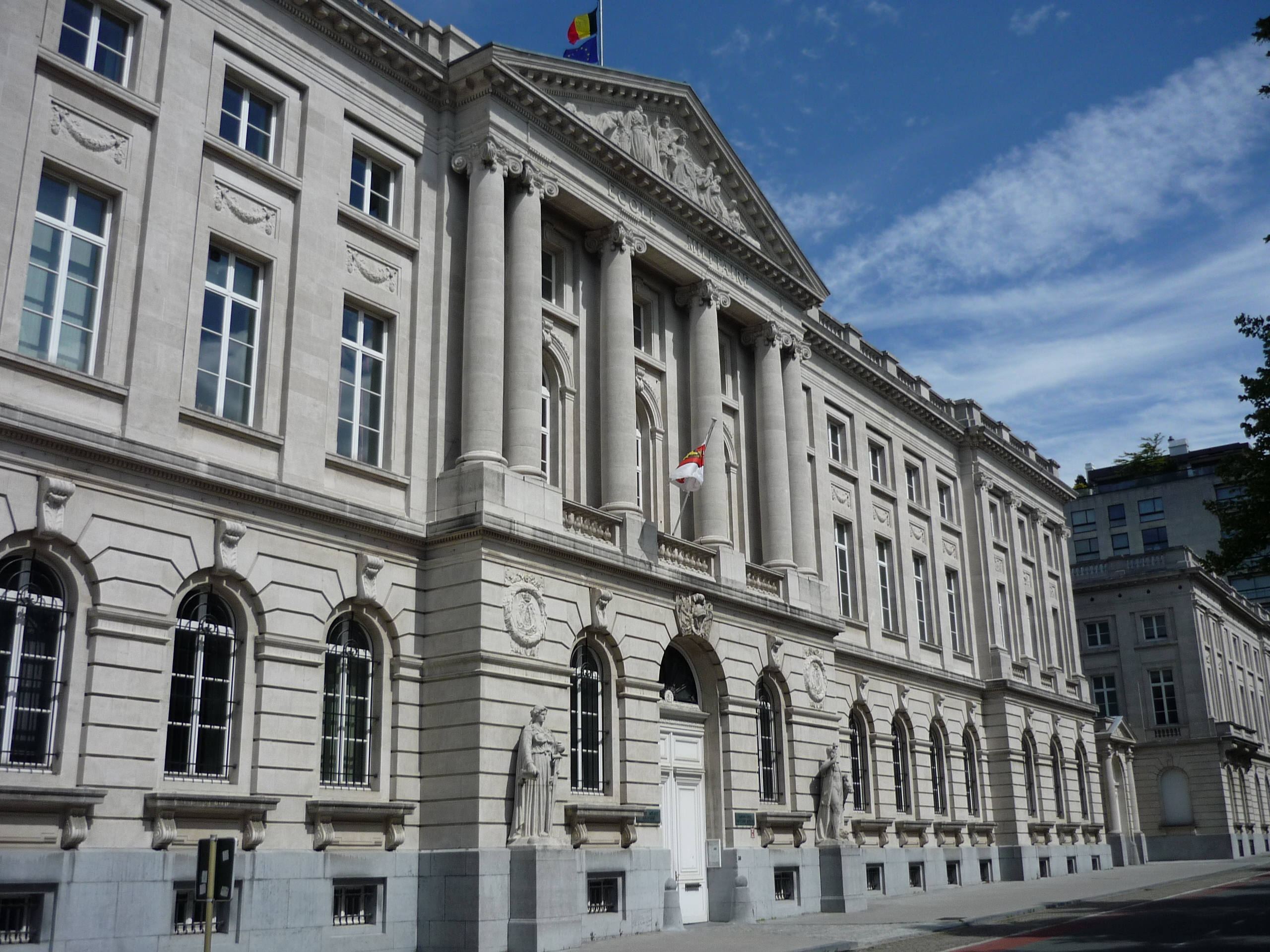
École Royale Militaire à Bruxelles, avenue de la Renaissance, n°30, par les architectes Henri Maquet et Henri van Dievoet.

- 1874 : Hôtel de maître de style Louis XVI, pour Monsieur Chrétien Dansaert, au 32, boulevard Bischoffsheim. Deviendra plus tard le domicile du notaire Albert Poelaert.
- 1891 : l'hôtel de Prelle de la Nieppe, avenue Louise, 58 à Bruxelles[2].
- 1903 : la façade actuelle du Palais Royal,
- une nouvelle serre à Laeken.
- 1909 : Il collabora également avec Henri van Dievoet pour la construction de la nouvelle École Militaire de l'avenue de la Renaissance.